# Teenage Life
Chansons représentant le Royaume-Uni au Concours Eurovision de la chanson
Touch My Fire
(2005) Flying the Flag (For You)
(2007)
« Teenage Life » est la chanson représentant le Royaume-Uni au Concours de l'Eurovision de 2006 à Athènes. Écrite et composée par le rappeur anglais Daz Sampson et John Matthews, elle est interprétée en anglais par Daz Sampson lui-même. La chanson est entrée dans le UK Singles Chart, classement officiel hebdomadaire des singles au Royaume-Uni, le 14 mai 2006, se classant dans le Top 10, à la huitième place.
Le choix du représentant du Royaume-Uni pour le concours de l'Eurovision 2006 s'est effectué par un vote du public, en direct, lors de l'émission télévisée musicale Making Your Mind Up diffusée sur la chaîne de service public britannique BBC One. Cette émission a été mise en place en 2004, après que le Royaume-Uni ait terminé en dernière position l'année précédente, afin de faire désigner par le public l'artiste représentant la nation britannique au concours. 
Six formations et chanteurs s'affrontaient lors de cette compétition, dont Antony Costa, membre du boys band britannique Blue, le groupe masculin Four Story, le chanteur Goran Kay, le duo féminin City Chix, et l'ancien chanteur de Hear'Say Kym Marsh.